# Metriopelma velox
Metriopelma velox är en spindelart som beskrevs av Pocock 1903. Metriopelma velox ingår i släktet Metriopelma och familjen fågelspindlar.
Artens utbredningsområde är Ecuador. Inga underarter finns listade i Catalogue of Life.